# エミリー・アリン・リンド
エミリー・アリン・リンド（Emily Alyn Lind、2002年5月6日 - ）は、アメリカ合衆国の女優。
彼女は、ABCシリーズのリベンジで若いアマンダクラークとしての彼女の繰り返しの役割と、CBS医療ドラマコードブラックでのアリエルとしての彼女の役割で知られていたときに、子役としてのキャリアを始めました。
またリンドは、Netflixのオリジナル映画「ザ・ベビーシッター」と「ザ・ベビーシッター キラークイーン」にメラニーとして出演し、劇場映画「ドクター・スリープ」にスネークバイト・アンディとして出演しています。

## 私生活
リンドは助監督兼プロデューサーのジョン・リンドと女優のバーバラ・アリン・ウッズの娘です。彼女には姉のナタリー・アリン・リンドと妹のアリビア・アリン・リンドがいて、彼女らも女優です。
「千と千尋の神隠し」や「デスノート」などの日本アニメが好きでインスタグラムにも投稿している

## キャリア
2008年に「リリィ、はちみつ色の秘密」で子役として映画デビュー。「エンター・ザ・ボイド」、「J・エドガー」、「ムービー43」などの映画に出演している。
ABCテレビシリーズの「リベンジ」で若いアマンダ・クラークとして、また、「イーストウィック」でエミリー・ガーデナーとして繰り返しの出演。「デイズ・オブ・アワ・ライブス」、「ミディアム 霊能者アリソン・デュボア」、「HAWAII FIVE-0」などのシリーズにも出演している。
2017年、CBS医療ドラマ「コード・ブラック 生と死の間で」 の最初の2シーズンでアリエルのキャラクターとして出演した後、同シリーズの第3シーズンで主演に昇進した。
2017年にNetflixで公開されたコメディホラー映画「ザ・ベビーシッター」でメラニーとして主演を務める。続編の「ザ・ベビーシッター キラークイーン」でも同役を演じる。
2018年、スティーブン・キングの小説とシャイニングの続編に基づいて、2019年の映画「ドクター・スリープ」でスネークバイト・アンディとしてキャストされた。
2020年3月、次のHBO Maxティーンドラマ「ゴシップガール」に出演することが発表された。
2019年11月にはシンガーとしても活動を始め、「エミリー・リンド」というアーティスト名でシングル曲「キャッスル (Castle)」をリリース。

## 主な出演作品

### 映画
| 公開年 | 邦題 原題                                                         | 役名                       | 備考       |
| ------ | ----------------------------------------------------------------- | -------------------------- | ---------- |
| 2008   | リリィ、はちみつ色の秘密 The Secret Life of Bees                  | 若いリリーオーエンス       |            |
| 2009   | エンター・ザ・ボイド Enter the Void                               | リトルリンダ               |            |
| 2009   | ウェイン&ラニー クリスマスを守れ! Prep & Landing                  | グレース・グッドウィン     |            |
| 2010   | Blood Done Sign My Name                                           | ジュリータイソン           |            |
| 2010   | あの頃、ティファニーで Sundays at Tiffany's                       | 若いジェーン・クレアモント | テレビ映画 |
| 2010   | Who Is Clark Rockefeller?                                         | リー「スヌーク」ボス       | テレビ映画 |
| 2010   | November Christmas                                                | ヴァネッサ・マークス       | テレビ映画 |
| 2011   | J・エドガー J. Edgar                                              | シャーリー・テンプル       |            |
| 2012   | ウォント・バック・ダウン -ママたちの学校戦争- Won't Back Down     | マリア・フィッツパトリック |            |
| 2012   | Beautiful Peopl                                                   | ティナ                     | テレビ映画 |
| 2013   | ムービー43 Movie 43                                               | 誕生日の女の子             |            |
| 2013   | Dear Dumb Diary                                                   | ジェイミー・ケリー         | テレビ映画 |
| 2014   | 鮮血ピエロの惨劇 Mockingbird                                      | アビー                     |            |
| 2016   | ライト/オフ Lights Out                                            | ティーンソフィー           |            |
| 2017   | ザ・ベビーシッター The Babysitter                                 | メラニー                   |            |
| 2018   | レプリカズ Replicas                                               | ソフィー・フォスター       |            |
| 2019   | ドクター・スリープ Doctor Sleep                                   | スネークバイトアンディ     |            |
| 2020   | ザ・ベビーシッター キラークイーン The Babysitter: Killer Queen    | メラニー                   |            |
| 2021   | 君は僕のもの Every Breath You Take                                | ダフネ                     |            |
| 2024   | ゴーストバスターズ/フローズン・サマー Ghostbusters: Frozen Empire | メロディ                   |            |

### テレビ
| 放映年    | 邦題 原題                                         | 役名                     | 備考                                                               |
| --------- | ------------------------------------------------- | ------------------------ | ------------------------------------------------------------------ |
| 2009      | デイズ・オブ・アワ・ライブス Days of Our Lives    | グレース                 | 1話                                                                |
| 2009      | Eastwick                                          | エミリー・ガーデナー     | 定期的な出演、5つのエピソード                                      |
| 2010      | クリミナル・マインド FBI行動分析課 Criminal Minds | アナ・ブルックス         | エピソード：「森の中へ」                                           |
| 2010      | ミディアム 霊能者アリソン・デュボア Medium        | 6歳の女の子              | エピソード：「血が出る...タイプB」                                 |
| 2010      | オール・マイ・チルドレン All My Children          | エマ・レイブリー         | 定期的な出演                                                       |
| 2010      | フラッシュポイント -特殊機動隊SRU- Flashpoint     | 若いアレクシス           | エピソード：「影でジャンプ」                                       |
| 2011      | Prep & Landing: Naughty vs. Nice                  | グレース・グッドウィン   | 声の役割; テレビショート                                           |
| 2011-2015 | リベンジ Revenge                                  | 若いアマンダ・クラーク   | 定期的な出演、17エピソード                                         |
| 2012      | HAWAII FIVE-0 Hawaii Five-0                       | ルーシー                 | エピソード：「Huaka'iKula」                                        |
| 2013      | Untitled Larry Dorf/Ben Falcone Project           | ハンナ                   | 売れ残ったテレビパイロット                                         |
| 2014      | Suburgatory                                       | ナディア・ネルゲン       | エピソード：「いいえ、あなたは私たちと一緒に座ることはできません」 |
| 2014      | マインド・ゲーム Mind Games                       | デラ                     | エピソード：「身体化された認知」                                   |
| 2015-2018 | コード・ブラック 生と死の間で Code Black          | アリエル                 | 定期的な出演(シーズン1〜2)。メイン(シーズン3)                      |
| 2016      | ラッシュアワー Rush Hour                          | クリスティン・サンダース | エピソード：「愛の囚人」                                           |
| 2021-2023 | ゴシップガール Gossip Girl                        | オードリー・ホープ       | メイン                                                             |

## 賞
- 全国青年芸術賞
  - 2011年：優秀な支持女優–ジュニア部門（映画＆テレビ）（November Christmas）—受賞
- ヤングアーティスト賞
- 2012年：テレビシリーズで最高のパフォーマンス– 10歳以下の若い女優の繰り返し（リベンジ）—受賞
- 2012年：ナレーションで最高のパフォーマンス–若い女優（Prep & Landing: Naughty vs. Nice）—ノミネート
- カンヌ国際映画祭
- 第62回：最高賞パルム・ドール賞ーノミネート